# Ньютон-Джон, Оливия
Дама Оливия Ньютон-Джон (англ. Olivia Newton-John; 26 сентября 1948[…], Кембридж — 8 августа 2022, долина Санта-Инес, Калифорния) — британско-австралийская актриса и певица 1970-1980-х годов. Пятнадцать её хитов достигали лучшей десятки хит-парада журнала Billboard, пять из них — первого места. Два сольных альбома занимали 1-е место в чарте Billboard 200. Одиннадцать её синглов (включая 2 платиновых) и четырнадцать альбомов (включая 2 платиновых и 4 дважды платиновых) были сертифицированы RIAA как золотые. Всего было продано свыше 100 млн её записей, что сделало одной из наиболее продаваемых исполнителей. Четырёхкратная лауреат премии «Грэмми». В 1981 году она получила собственную звезду на голливудской Аллее славы. В 2006 году Оливия Ньютон-Джон была удостоена высшей государственной награды — ордена Австралии.
Оливия Ньютон-Джон также длительное время являлась активисткой по защите окружающей среды и прав животных. Перенеся в 1992 году рак молочной железы, она стала сторонницей здоровых продуктов питания, акций по сбору средств и информированности населения в вопросах здоровья, с привлечением к таким мероприятиям различных благотворительных организаций. В сферу её деловых интересов входил запуск нескольких линеек товаров для бренда Koala Blue, а также Оливия стала совладелицей the Gaia Retreat & Spa в Австралии.

## Биография
Внучка выдающегося физика Макса Борна, Оливия родилась в английском городе Кембридже 26 сентября 1948 года. Её отец, офицер британской армии, руководил арестом Рудольфа Гесса в 1941 году. В 1954 году семья переехала в Австралию, где обосновалась в Мельбурне. В возрасте 16 лет Оливия создала поп-группу со своими одноклассницами и одержала победу в местном конкурсе молодых исполнителей. Вскоре после этого она вернулась с матерью в Великобританию, после чего её карьера пошла в гору. В 1968 году она снялась вместе с Клиффом Ричардом в телефильме «The Case».

### Начало карьеры

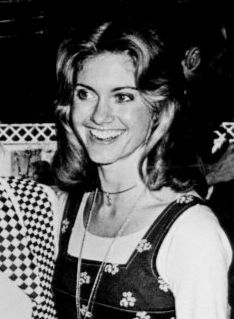
1974 год

В 1971 году Оливия выпустила первый сингл, «If Not For You» (автор песни — Боб Дилан), поднявшийся до #7 в UK Singles Chart, за которым последовал «Banks of the Ohio» (#6 UK), в течение трёх недель возглавлявший австралийские чарты. Три года спустя она представляла Великобританию на Евровидении с песней «Long Live Love» и заняла четвёртое место. В том же году её баллада «I Honestly Love You» была выпущена на американском рынке, где Оливия первоначально позиционировалась как исполнительница в стиле кантри, и поднялся на вершину списков Billboard Hot 100.
Вдохновлённая этим успехом, Оливия обосновалась в Соединённых Штатах и в 1975 году вернулась на первое место в чартах с новой песней «Have You Never Been Mellow» и одноимённым альбомом. Успех новоявленной дивы у широкой аудитории вызвал раскол среди поклонников кантри-музыки, многие из которых требовали, чтобы её песни были исключены из ротации на кантри-радиостанциях как излишне «попсовые».

### «Бриолин»
В 1978 году Оливия сделала решительный шаг в сторону современных танцевальных мотивов. Она исполнила главную роль в культовом мюзикле «Бриолин», который стал самым коммерчески успешным голливудским проектом года и принёс ей номинацию на кинопремию «Золотой глобус». В дуэте со своим партнёром, Джоном Траволтой, она исполнила два суперхита — «You’re the One That I Want» и «Summer Nights». «You’re the One That I Want» возглавил чарты по обе стороны Атлантики. К концу года Оливия Ньютон-Джон выпустила новый альбом, «Totally Hot», в котором окончательно отказалась от кантри и предстала перед публикой в более раскованном, сексапильном образе.

Ньютон-Джон и Траволта на постере мюзикла «Бриолин».

### Продолжение карьеры
Чтобы закрепить смену имиджа, она исполнила главную роль в музыкальном фильме «Ксанаду» (1980). Хотя фильм вызвал разочарование у большей части публики и критиков, звуковая дорожка к нему пользовалась широким успехом. Баллада «Magic» возглавляла Billboard Hot 100 в течение четырёх недель. В Великобритании наибольший успех ждал заглавный трек, исполненный Оливией вместе с «Electric Light Orchestra». Премия Grammy (Джефф Линн) за лучшую песню года.
Пиком музыкальной карьеры Оливии Ньютон-Джон стал выпуск скандально известного сингла «Physical» в 1981 году. Многие радиостанции отказывались раскручивать этот шлягер по причине излишней пикантности текста. Получил большую известность видеоклип, снятый в спортивном зале: Оливия позиционировалась в эти годы как пропагандистка аэробики. В общей сложности «Physical» провёл на вершине Billboard Hot 100 десять недель — больше, чем любая другая песня, выпущенная в 1980-е.

### Поздняя карьера
После нескольких лет головокружительного успеха карьера Оливии пошла на спад. В 1983 году она записала новый дуэт с Траволтой и снялась с ним в очередном фильме, однако он провалился. На протяжении десятка лет певица практически не записывала нового материала. В 1992 году у неё был диагностирован рак груди и она была вынуждена пройти курс лечения. В 1996 году её спутником жизни становится оператор Патрик МакДермот, который пропал без вести, рыбача у берегов Калифорнии в 2005 году.
В 2000 году Оливии Ньютон-Джон была доверена честь открывать Олимпийские игры в Сиднее. Она пробежала с олимпийским факелом заключительный этап эстафеты и в дуэте с Джоном Фарнэмом исполнила на церемонии открытия игр песню «Dare to Dream».

### 2010—2021

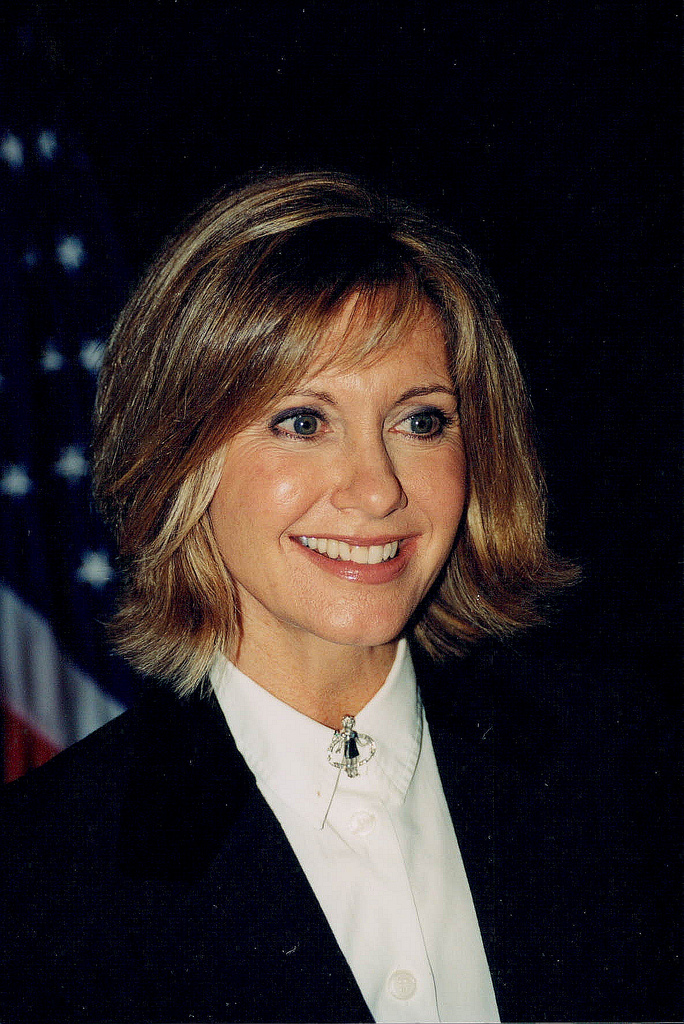
2001 год

Певица активно гастролировала. В австралийском туре в Перт, Мельбурн и Сидней, а также в США она преподнесла своим поклонникам такие песни, которые прежде не звучали на её концертах. Также были планы о проведении в течение 2013 года концертов в Великобритании, первых за последние 30 лет.
В ноябре 2012 совместно с Джоном Траволтой записали благотворительный альбом «This Christmas» в поддержку их совместного фонда по борьбе с раком и оздоровлению. Альбом включал таких исполнителей, как Барбра Стрейзанд, Джеймс Тейлор, Чик Кориа, Кенни Джи, Тони Беннетт, Клифф Ричард и группа Count Basie Orchestra. В марте 2013 она совершила запланированное турне по Великобритании, дав выступления в Борнмуту, Лондоне, Брайтоне, Бирмингеме и Манчестере.
В 2013 выступление в Flamingo Las Vegas было отложено в связи со смертью её сестры, но возобновлено с 45 выходами начиная с апреля 2014 года. В связи с предстоявшими в Вегасе выступлениями, Ньютон-Джон в апреле 2014 выпустила новый EP под названием Hotel Sessions, состоявший из 7 треков неизданных демозаписей, которые были записаны между 2002 и 2011 годами с её племянником Бреттом. CD содержал кавер-версию «Broken Wings», популярную у поклонников оригинальной композиции «Best of My Love», просочившуюся в интернет за много лет до этого.
В 2015 Ньютон-Джон была приглашённым судьёй в реалити-шоу «RuPaul’s Drag Race». В тому же году заняла первое место в чарте Hot Dance Club Songs Billboard её песня «You Have to Believe», исполненная с дочерью Хлоей и спродюсированная Дэйвом Ауди. Композиция была переделана с её сингла «Magic» 1980 года и ею она отметила 35-летие «Ксанаду» и преданность своей дочери, заявив: «Я встретила отца Хлои на съёмках „Ксанаду“, так что без этого фильма Хлои не было бы здесь. Она и есть настоящей „магией“, вышедшей из этого фильма!». Песня стала первым синглом матери и дочери, занявшим 1-е место в чарте Hot Dance Club Songs Billboard.
13 мая 2017 года было обобщено, что Оливия отменила ряд концертов в разгар своего турне, как сообщалось изначально, из-за обострившегося остеохондроза позвоночника и последующего лечения. 30 мая выяснилось, что на самом деле вернулся рак молочной железы, с которым Ньютон-Джон уже успешно боролась дважды, в 1992 и 2013 годах, а боли в спине были вызваны метастазами в крестце, рак дошёл до последней 4-й стадии.
25 июня 2019 года The New York Times Magazine назвал Оливию Ньютон-Джон среди сотен исполнителей, чей материал, как сообщается, был уничтожен во время пожара в Universal Studios Hollywood 2008 года.
В декабре 2019 года Ньютон-Джон и Траволта объединились для участия в трёх концертах в рамках программы Meet 'n' Grease во Флориде, в городах Тампа, Уэст-Палм-Бич и Джексонвилль.
В январе 2021 года Ньютон-Джон выпустила новый сингл «Window in the Wall», представляющий собой дуэт о единстве, который она записала со своей дочерью Хлоей Латтанци. Музыкальное видео на песню заняло первое место в чарте поп-музыки iTunes в неделю своего выхода.

## Резиденции и гражданство
После переезда в Америку в 1975 году Ньютон-Джон поселилась в Малибу, штат Калифорния, где в течение 40 лет ей принадлежало несколько объектов недвижимости, в том числе конное ранчо и пляжные домики.
В июне 2009 года Ньютон-Джон и второй муж Джон Истерлинг приобрели новый дом за 4,1 миллиона долларов в Джупитер-Инлет-Колони, штат Флорида. В 2013 году подрядчик по имени Кристофер Паризелети покончил жизнь самоубийством в поместье, которое в то время было выставлено на продажу.
В 2015 году пара приобрела конное ранчо площадью 4750 квадратных футов и площадью 12 акров в долине Санта-Инес за пределами Санта-Барбары за 5,3 миллиона долларов. Он был выставлен на продажу в 2019 году, но не продан, и она жила там на момент своей смерти.
В 2019 году Ньютон-Джон продала свою австралийскую ферму площадью 187 акров, которой она владела почти 40 лет и которая расположена недалеко от Байрон-Бей в Новом Южном Уэльсе. Поместье Далвуд продано за 4,6 миллиона долларов; в 1980 году Ньютон-Джон заплатила 622 000 долларов за собственность, к которой в 1983 и 2002 годах примыкала дополнительная земля.
Когда в 2017 году её спросили, считает ли она себя гражданкой Великобритании, Австралии или Америки, она ответила: «Я всё ещё австралийка».

## Болезнь и смерть
В мае 2017 года было объявлено, что рак молочной железы Ньютон-Джон вернулся и дал метастазы в поясницу. Её боли в спине первоначально были диагностированы как радикулит. Впоследствии она рассказала, что на самом деле это был третий приступ рака молочной железы, поскольку у неё был рецидив заболевания в 2013 году в дополнение к первоначальному диагнозу в 1992 году. При рецидиве в 2017 году рак распространился на её кости и прогрессировал до четвёртой стадии. Ньютон-Джон испытывала сильную боль из-за метастатического поражения костей и открыто говорила об использовании масла каннабиса для облегчения боли. Она была сторонником использования медицинского каннабиса; её дочь Хлоя владеет конопляной фермой в Орегоне.
8 августа 2022 года Ньютон-Джон умерла от болезни в своём доме в Калифорнии в возрасте 73 лет.
Дань памяти Ньютон-Джон отдали Джон Траволта, Фрэнки Валли, Барбра Стрейзанд, Николь Кидман, Элтон Джон, Дельта Гудрем и премьер-министр Австралии Энтони Албаниз.
Штат Виктория предложил провести государственные похороны Ньютон-Джон, на что её родственники согласились, хотя они планировали похоронить её тело на ранчо в Калифорнии. В знак памяти многие достопримечательности Мельбурна и Сиднея были освещены.

## Семья
- Старшая сестра Оливии — австралийская актриса Рона Ньютон-Джон (1943, Кембридж, Великобритания — 2013, Лос-Анджелес, США). Играла в нескольких скетчах в «Шоу Бенни Хилла»[44], а также в британском многосерийном фильме UFO (1969) и фильме The Same Skin, известном также как Country Dance (1970). В 1972 году вместе с сестрой записала песню под названием Just Us Two[45].
- Бывший муж — американский актёр Мэтт Латтанци (род. 1 февраля 1959 года, Портленд, США)[46].
  - Дочь — американская актриса Хлоя Латтанци (род. 17 января 1986 года, Лос-Анджелес, США)[47]. Оливия Ньютон-Джон и Хлоя Латтанци сыграли в фильме Olivia Newton-John: Warm and Tender (1989, камео)[48].
- Племянники:
  - дети Роны Ньютон-Джон и австралийского ресторатора и владельца ночного клуба Брайана Голдсмита — австралийская певица и актриса Тотти Голдсмит[англ.] (наст. имя Кэролайн Голдсмит, род. 27 августа 1962) и Бретт Голдсмит[англ.] (род. 4 июня 1961), австралийский автор песен, музыкальный продюсер и фотограф.

## Дискография
- 1971 — If Not for You
- 1972 — Olivia
- 1973 — Let Me Be There
- 1974 — Long Live Love
- 1974 — If You Love Me, Let Me Know
- 1974 — First Impressions
- 1975 — Have You Never Been Mellow
- 1975 — Clearly Love
- 1976 — Come On Over
- 1976 — Don’t Stop Believin’
- 1977 — Making a Good Thing Better
- 1978 — Totally Hot
- 1981 — Physical
- 1985 — Soul Kiss
- 1988 — The Rumour
- 1989 — Warm and Tender
- 1994 — Gaia: One Woman’s Journey
- 1998 — Back with a Heart
- 2000 — Tis the Season
- 2002 — 2
- 2004 — Indigo: Women of Song
- 2005 — Stronger Than Before
- 2006 — Grace and Gratitude
- 2007 — Christmas Wish
- 2008 — A Celebration in Song
- 2012 — This Christmas
- 2015 — Two Strong Hearts Live
- 2016 — Liv On
- 2016 — Friends for Christmas

## Фильмография
| Год  | Название                            | Роль             | Примечание |
| ---- | ----------------------------------- | ---------------- | ---------- |
| 1965 | Funny Things Happen Down Under      | Оливия           |            |
| 1970 | Toomorrow                           | Оливия           |            |
| 1978 | Бриолин                             | Сенди            |            |
| 1980 | Ксанаду                             | Кира             |            |
| 1983 | Хорошая пара                        | Дебби            |            |
| 1990 | Мама на Рождество                   | Эми              |            |
| 1994 | Рождественский роман                | Джулия           |            |
| 1996 | Это моя вечеринка                   | Лина             |            |
| 2000 | Sordid Lives                        | Битси            |            |
| 2001 | Дикарки                             | Жасмин           |            |
| 2010 | Одна в минуту                       | играет саму себя |            |
| 2010 | Хоккейный мюзикл                    | Хоуп             |            |
| 2011 | Свадебный разгром                   | Барбара          |            |
| 2017 | Акулий торнадо 5: Глобальное роение | Орион            |            |
| 2020 | Великолепный мистер Данди           | Оливия           |            |